# 女夢 -Memu-
「女夢 -Memu-」（めむ）は、リュ・シウォンの10枚目のシングルである。2009年10月7日発売。

## 概要
- 初回限定盤にはDVDが付属しており、「女夢-Memu-」のVideo Clipとメイキングを収録している。

## 収録曲
1. 女夢 −MEMU−
  - 作詞：Pino／作曲：安部純／編曲：安部潤

日本テレビ系『秒ヨミ!』2009年10月度エンディングテーマ
2. Winter lovers
  - 作詞：小竹正人／作曲：cocomi／編曲：PIPELINE PROJECT & cocomi
3. I LOVE YOU …しか言えない…
  - 作詞：渡辺なつみ／作曲：DON-9／編曲：田村直樹
4. 女夢 −MEMU− (Instrumental)